# Ostave kasnog brončanoga doba u sjevernoj Hrvatskoj
Najbogatiji nalazi kulture polja sa žarama na tlu sjeverne Hrvatske nađeni su u ostavama.
Profane ostave bile su uglavnom one ljevača bronce ili putujućih trgovaca.
Sakralne ostave su bile kultne ili votivne (zavjetne) namjene. 
Uglavnom se sastoje od jedne do tri vrste predmeta i često pokazuju tragove gorenja.
Ostave južne Panonije (tj. sjeverne Hrvatske) uglavnom pripadaju mješovitim ostavama s oružjem i oruđem, nakitom i uporabnim predmetima, pa čak i s brončanom sirovinom (tzv. „kolači“ i neuspjeli brončani primjerci), pa su većinom to vjerojatno ljevačke ostave, zakopane kao materijalna vrijednost zajednice, a ne pojedinca. 
Votivna tj. zavjetna (sakraln) je jedino ostava iz Gajine pećine kod Drežnika, općina Slunj, čiji nalazi pripadaju balkanskom radioničkom krugu, i sadrži divovsku fibulu tipa Golinjevo.
Kada se kaže „horizont ostava“ misli se na karakteristične i zajedničke oblike u tim ostavama.
Ostave kasnog brončanoga doba na tlu sjeverne Hrvatske dijele se u pet horizonata:
•	I. horizont - Peklenica - BrD – 1 ostava
•	II. horizont - Veliko Nabrđe – HaA1 – 31 ostava
•	III. horizont - Kloštar Ivanić – HaA2 – 10 ostava
•	IV. horizont - Miljana – HaB1 i djelomice B2 – 13 ostava
•	V. horizont - Matijevići – HaB2 i HaB3 – 13 ostava

## Horizont I – Peklenica
Jedina ostava iz Horizonta I je ona iz Peklenice kod Čakovca, sadržajem bliska kulturnome krugu srednjeg Podunavlja i jugoistočnih Alpa. Sadrži dva mača s drškom u formi jezička, koji pripadaju tipu Sprockhoff I, a koji su dosta česti u ostavama perioda Br D Transdanubije te Alfölda i Potisja. Treći mač pripada tipu s pločicom za pričvršćivanje drška bez naglašenog središnjeg rebra. Tu je i bodež s visokom trokutastom pločicom za nasad.
Igle s makovom glavicom ostavu Peklenica vežu s grupom Virovitica.

## Horizont II – Veliko Nabrđe
Važnije ostave su: Tenja, Bizovac, Veliko Nabrđe, Poljanci I i II, Pričac, Zagreb - Medvedgrad, Podrute.
Sve one pokazuju tijesnu vezu s ostavama Transdanubije, a neke i dodire s Transilvanijom.
Vezane su sa starijom fazom grupe Zagreb (Zagreb - Vrapče).
Prepune su oružja i dijelova opreme ratnika.

### Oružje
Mačevi Sprockhoff Ia traju i dalje, a javljaju se i vrlo rijetki Sprockhoff Ib.
Česti su mačevi Sprockhoff IIa, od kojih su osobito brojni oni „slavonskog tipa“ po Cowenu, iako ima i drugih tipova – npr. Aranylos i Sprockhoff IIb koji se sada zove Stäzling, a koji je prisutan i na egejskom tlu u nalazima s kraja kasnomikenskog perioda III B i u periodu III C, te mačevi s punokovinskom drškom, koji su vrlo rijetki i pripadaju grupi s 3 rebrasta zadebljanja.
Obrambeno oružje – šljemovi (kacige), štitovi i knemide (štitnici za potkoljenice) prisutni su u ostavama II. horizonta, kao i u ostavama Transdanubije, ali ne i u ostavama Transilvanije. 
Kacige su izgleda pripadale tipu u obliku kape.
Osobito valja istaći knemide s oputama za vezivanje iz ostave Poljanci i Veliko Nabrđe ukrašene tehnikom punktiranja tj. punktbuchel - i te knemide, uz one iz Transilvanije i Francuske, predstavljaju najstarije primjerke europske provenijencije.
U ostavi Otok – Privlaka nađen je jedan od najstarijih srednjeeuroskih štitova – istovremen s onima iz Transdanubije.
Ulomci kaciga i knemida iz Hrvatske potvrđuju hipotezu Gera von Merharta da defanzivno oružje ratnika u srednjoj Europi nije porijeklom iz Egeje, već da je nastalo neovisno na prostoru između Karpata, istočnih Alpa i sjevernog Balkana.
Množina oružja, osobito mačeva i zaštitne opreme ratnika u ostavama međurječja II. horizonta svjedoči o izrazito militantnom karakteru nosilaca starije faze grupe Zagreb. Štoviše, po broju mačeva i njihovih ulomaka, moglo bi se reći da je naoružanje bilo sveopće, i da se u temelju te činjenice nalazila društvena organizacija tipa vojne demokracije.
Uzrok svemu tome bila je želja za osvajanjima.
Ipak, još nije jasno da li su nosioci starije faze grupe Zagreb sudjelovali u drugom valu egejske seobe koji je ugrozio istočno-mediteranski svijet koncem 13. i početkom 12. st. pr. Kr.

### Ostali brončani inventar
Za radioničke centre savsko-dravskog međurječja tipične su dvosjekle britve rađene na proboj tipa „X“, dok su ostali tipovi vezani za krug Baierdorf – Velatice i istočno-alpski prostor.
Od raznih tipova šupljih sjekira i sjekira sa zaliscima valja istaći šuplje sjekire s plastičnim „V“ ornamentom, te masivne kratke sjekire sa zaliscima u sredini – oba tipa karakteristična su za slavonski radionički krug. Peschiera sjekire sa zaliscima su import iz Italije.
Narukvice ukrašene motivom „girlanda“ ili „čuna“ češće su i starije u istočnom djelu Karpatske kotline, te one u nas mogu biti domaći proizvod.
Za naše radionice tipične su ploče puno lijevane ili rađene na proboj s trnom na sredini.
Od ostalih pojava valja istaći pojavu ukrašavanja puncktbuckel – tehnikom, a od brončanog posuđa vedra tipa Kurd, te ranu pojavu trodimenzionalnog prikaza bovida tj. goveda (ostava Poljanci I), kao i jednu od najstarijih pojava brončanih žvala u srednjem Podunavlju (ostava Pričac). 
Fibule u obliku violinskog gudala (tj. Peschiera tip) sastavni su dio inventara ostava horizonta II (ima ih čak 20!) u međurječju Save i Drave za koje su one tipične, dok su u Transdanubiji rijetke. Zanimljivo je da se u pojedinoj ostavi javlja više različitih tipova tih fibula.
Zasad nije jasno da li se one javljaju prije u Italiji, Podunavlju ili Egeji, niti je jasan udio njihovih nositelja u prvoj egejskoj seobi, ali se zna da se javljaju u kasnomikenskom III B i III C1 tj. između 1230. i 1100. g. pr. Kr. isto kao i u nas – u 12. st. pr. Kr.
U ostavama II. horizonta sačuvano je i 10 fibula s lisnato raskucanim lukom.
Važne su i fibule s osmicom na luku i spiralom na nožici, te osobito fibula tzv. pozamanterijskog stila iz Sviloša kod Novog Sada s kopljastim privjescima.
Antropomorfne aplike vuku korijen iz srednjeg brončanoga doba i vatinske grupe, kao i sljepoočničarke koje nalazimo i u srednjebrončanodobnim ostavama Lovas i Vukovar.

Svakako valja spomenuti i pektorale i fibule s osmicama na luku, te spiralom na nožici.

## Horizont III – Kloštar Ivanić
Broj ostava znatno je opao, što govori o opadanju metalurške proizvodnje i o nepostojanju potrebe zakapanja ostava, što vjerojatno upućuje na smirivanje životnih prilika. Najbrojnije su ostave južno od Save i Kupe na Banovini i Kordunu, te u sjevernoj Bosni.
Osjeća se srodnost s Transdanubijom.
Sadržaj ostava je puno siromašniji nego u horizontu II, i često obuhvaća samo 2-4 vrste predmeta: nakit se uglavnom gubi, nestaju i tipovi mačeva karakteristični za prethodni horizont, a nema više ni niti jedne fibule u obliku violinskog gudala.
Glavninu materijala čine koplja, keltovi i srpovi, na kojima s javlja ukras utisnutih kvadrata duž hrpta, što je regionalno radioničko obilježje.
Od kopalja prisutni su listoliki oblici plamenastog ili lovorastog sječiva.
Oprema ratnika se uglavnom gubi, a iznimka je ostava Kloštar Ivanić s odlično sačuvanim parom knemida s oputama za vezivanje ukrašenih „Punktbuckel“ stilom, vrlo srodnih knemidama s lokaliteta Kuřim u Moravskoj.
Bakreni mali ingot u formi bikovske kože tipičan za egejski kulturni krug bi po mišljenju Ksenije Vinski Gasparini kronološki išao čak u 15. st. pr. Kr., ali je ostava svakako iz 11. st. pr. Kr., i pripada mlađoj fazi grupe Zagreb (Zagreb-Horvati).
Ingoti iz Kloštar Ivanića i Boljkovića jedini su otkriveni ingoti istočnomeditediteranskog porijekla iz unutrašnjosti europskog kontinenta, i ukazuju na veze južnopanonskog područja s tlom i arealom mikenske kulture nakon 1. vala egejske seobe. 

## Horizont IV – Miljana
Ostave horizonta IV također nisu brojne. Glavne su: Kapelana, Ivanec Bistranski, Miljana.
Paralale nalazimo u grobovima grupe Velika Gorica.
Ostave u sjevernoj Bosni očituju tješnje veze s Balkanom nego li sa savsko-dravskim međurječjem, što osobito pokazuju fibule tipa Golinjevo u najstarijim varijantama (9. st. pr. Kr.).
Glavninu materijala čine keltovi i srpovi, a ponekad se javljaju i koplja te noževi, rjeđe nakit, a vrlo rijetko mačevi.
Keltovi tj. šuplje sjekire na kojima je „V“ pri dnu rastvoren i dobiva vertikalna rebrasta produženja specifičan je za horizont IV, a isto tako i šuplje sjekire tipa Passau. Na oba tipa ploha sječiva se jako širi prema oštrici i odvojena je stepenastim prijevojem od tuljka.
Sjekira tipa Passau javlja se i u važnom grobu vojnog princepsa br. 1/1911. iz Velike Gorice, kojeg britva tipa Oblekovice datira u Ha B1 stupanj.
Tipična su listolika koplja, kao i mala lovorasta koplja, tipična za radionice sjeverozapadnog Balkana. Sjekire s visoko postavljenim uvučenim zaliscima su italskoga tipa, te su vjerojatno import, a javljaju se i u Transilvaniji.
Mač punokovinskoga drška s 3 rebrasta zadebljanja i okruglom pločicom tzv. tipa Högel je retardirana pojava, jer je tipičan za stupanj Ha A1.
Za dataciju su bitni (i) potkovasti srpovi.
Specifikum horizonta je pojava bakrene sirovine u formi grubih čekića s rupom koji su uglavnom lomljeni (ostava Miljana), te su imali funkciju platežnog sredstva. Izuzetno su zanimljive pogače sirovog bakra s olovnom jezgrom, čija analiza je pokazala njegovo istočnoalpsko porijeklo (Litija kod Ljubljane ili Resnik u Pohorju), što pokazuje primjenu olova već u vremenu Ha B1.
Osobito su zanimljivi pojasevi od brončanoga lima iz ostave Kapelana kod Donjeg Miholjca. Otkrivena su četiri pojasa u obliku elipsoidne ploče, ukrašene urezivanjem. Ukrasi se sastoje od sunčevih simbola, biljnih i geometrijskih motiva, prikaza ptice, a na sva četiri prikaza kompozicija je jedinstvena, kanonizirana, s odstupanja samo u manjim detaljima. Vjerojatno su sva četiri pojasa rad istog majstora tj. radionice. Jedan od pojaseva je bio popravljan, što ukazuje na mogućnost da nisu bili nošeni samo u svečanim prigodama.
Horizont dakle karakterizira mirna evolucija grupe Velika Gorica, a apsolutno-kronološki riječ je o vremenu 10. st. pr. Kr.
Mali broj ostava pokazuje mirno doba, ali čudi potpun izostanak ostava u grupi Dalj. 
Ostava Kapelana je s rubnog područja. Uzrok tome je možda bila slaba naseljenost.
Situacija u sjevernoj Bosni je dijametralno suprotna onoj u savsko-dravskom međurječju: u II. horizontu samo su dvije ostave, a u IV. horizontu ih je puno. Te ostave pokazuju vezanost uz Balkan koja se očituje u fibulama tipa Golinjevo, što opet govori o vlastitoj fizionomiji kulture polja sa žarama na tom tlu i izdvojenosti iz kulturnog kruga savsko-dravskog međurječja.

## Horizont V – Matijevići
Ostave koje bi se mogle pripisati isključivo Ha B2 stupnju nisu zasad otkrivene.
To je doba mirnog razvoja grupe Velika Gorica i daljnjeg trajanja grupe Dalj.
Ostave možemo opet pratiti u Ha B3, i one čine horizont V.
Taj horizont ima 3 grupe:
1-	male ostave Ciglenik, čiji je sastav tipičan za Ha B3 stupanj srednje Europe.
2-	Matijevići i Gajina pećina – (južno od Save i Kupe: Banovina, Kordun, sj. Bosna) s inventarom tipičnim za balkanski radionički krug, npr. fibule tipa Golinjevo – ni jedna ne sadrži elemente trakokimerijskog stila. Imaju i duge spiralne narukvice kao i veće naočalaste fibule. 
Osobito je zanimljiv prikaz ljudskog lika na fibuli tzv. tipa Golinjevo iz Gajine pećine u Drežniku na Korani. Obzirom na goleme dimenzije i mjesto nalaza, pretpostavlja se da je fibula bila votivni dar božanstvu.
Tipične su i narukvice s motivom jelice u redovima, a važne su za balkanski radionički krug kasnog HaB stupnja.
3-	Legrad, Batina, Ilok, Šarengrad – sve su s trakokimerijskim obilježjima. Prve dvije ne pripadaju izravno kulturi polja sa žarama, jer su locirane na tlu bosutske grupe. Sadrže psalije, tj. žvale s blago uvinutim prečkama, tipične za srednje Podunavlje, koje po Kossaku idu u kasni Ha B i početak Ha C perioda.
Legrad ima psalije s ptičjim protomama srodne pektoralu konjske orme trakokimerijskog stila iz Adaševaca s tla bosutske grupe.
Šarengrad je najmlađa ostava, što se vidi po željeznoj šupljoj sjekiri, torkvesu s „T“ završetcima i čvorastim zadebljanjima na luku, te dvodjelnoj naočalastoj fibuli sa željeznom iglom pa zato ta ostava djelom spada u starije željezno doba i dobro odražava prilike prijelaza kasnog brončanog u starije željezno doba.
Zajedničke karakteristike tih ostava su kratka lovorasta koplja, i male šuplje sjekire s ušicom, uglavnom bez ukrasa, ponekad s vodoravnim rebrima na vratu.